# Bruna Quintas
Bruna Quintas (Lisboa, 2 de agosto de 1997) é uma actriz e modelo portuguesa. É representada pela agência Lisbon Artists.

## Carreira
Residente em Lisboa teve a sua primeira experiência na televisão na telenovela da TVI, Deixa-me Amar onde interpretou a personagem Lara. Em 2008, teve uma participação na minissérie Casos da Vida, com o papel de Sara, e ainda no mesmo ano participou em Campeões e Detectives, com a personagem Carolina. Mais tarde, em 2009, ficou conhecida por participar na série de televisão juvenil Morangos com Açúcar (7.ª série) onde deu vida a Rosa. No ano de 2011 teve uma participação na série Pai à Força e ainda colaborou na curta-metragem Submersa. Em 2012 mudou para a SIC para desempenhar o papel de Mónica na telenovela Dancin' Days. Mais recentemente em 2013, foi convidada para voltar à estação de Queluz de Baixo para fazer o papel de Rosário Milheiro na nova aposta da TVI, Belmonte. Participou ainda na nova série da RTP, Os Filhos do Rock. Em 2016 representou a personagem Sara Faria na telenovela Santa Bárbara.

## Televisão
| Ano         | Projeto               | Papel                           | Notas                 | Canal |
| ----------- | --------------------- | ------------------------------- | --------------------- | ----- |
| 2007 - 2008 | Deixa-me Amar         | Lara Guerra                     | Elenco Principal      | TVI   |
| 2008        | Casos da Vida         | Sara Telles de Melo             | Elenco Principal      | TVI   |
| 2008 - 2009 | Campeões e Detectives | Carolina Moreira                | Elenco Principal      | TVI   |
| 2009 - 2010 | Morangos com Açúcar   | Rosa Oliveira                   | Elenco Principal      | TVI   |
| 2012 - 2013 | Dancin' Days          | Mónica Nunes                    | Elenco Principal      | SIC   |
| 2013 - 2014 | Belmonte              | Rosário Milheiro                | Elenco Principal      | TVI   |
| 2014        | O Bairro              | Diana (Criança)                 | Participação Especial | TVI   |
| 2015        | Santa Bárbara         | Sara Faria                      | Elenco Principal      | TVI   |
| 2015        | Os Filhos do Rock     | Joana (15 Anos)                 | Elenco Principal      | RTP1  |
| 2017        | Filha da Lei          | Joana                           | Elenco Principal      | RTP1  |
| 2017        | País Irmão            | Mimi                            | Elenco Principal      | RTP1  |
| 2017        | A Criação             | Pequeno Robot                   | Participação Especial | RTP1  |
| 2018 - 2019 | Luz Vermelha          | Ivana Dieva                     | Elenco Principal      | RTP1  |
| 2018 - 2019 | Valor da Vida         | Marta Bastos Moreira            | Elenco Principal      | TVI   |
| 2019 - 2020 | Terra Brava           | Alexandra «Xana» Figueiredo     | Elenco Principal      | SIC   |
| 2021        | A Lista               | Micaela «Mica» Silva            | Protagonista (OPTO)   | SIC   |
| 2022        | Lua de Mel            | Alexandra «Xana» Figueiredo     | Elenco Principal      | SIC   |
| 2023 - 2024 | Flor Sem Tempo        | Maria Miquelina «Mimi» Mosquito | Elenco Principal      | SIC   |
| 2023        | Projeto Delta         | Violeta                         | Protagonista (OPTO)   | SIC   |
| 2023 - 2024 | Os Eleitos            | Maria Elisa                     | Protagonista (OPTO)   | SIC   |
| 2024 - 2025 | A Promessa            | Raquel Castanheiro Candeias     | Elenco Principal      | SIC   |

## Cinema
| Ano  | Filme            | Personagem   |
| ---- | ---------------- | ------------ |
| 2018 | Ruth             | Ruth Malosso |
| 2018 | Linhas de Sangue | Luciana      |

## Publicidade
- 2014 - BP Portugal - Segurança ao Segundo (Embaixadora)
- 2013 - TMN - Moche
- 2013 - Compal
- 2012 -  Continente - Regresso às aulas
- 2011 - IKEA
- 2009 - ZON - MyZon Card
- 2009 - Optimus - Optimus Kanguru
- 2009 - Galp - Vuvuzela

## Teatro
- 2011 - Flor do Cacto - Filipe La Féria

## Dobragens
- 2023 - Ruby - Kraken Adolescente -(Voz na Dobragem do Filme na Versão Portuguesa) - Ruby
- 2011 - As Aventuras de Sammy - (Voz na Dobragem do Filme na Versão Portuguesa) - Shelly (Criança)